# Ghost Reveries
Ghost Reveries é o oitavo álbum da banda sueca de death metal progressivo Opeth. Foi o primeiro álbum com a nova gravadora, Roadrunner Records. Esse álbum é similar ao estilo de Deliverance. Entetanto, ele mantém os elementos atmosféricos de Damnation com vocais limpos que seguem uma qualidade mais gótica do que aquilo que foi ouvido em aplicações anteriores.
Também foi o primeiro álbum do Opeth a incluir Per Wiberg como um membro "permanente", ainda que Wiberg já contribuía com o teclado em concertos ao vivo do Opeth desde a época de Deliverance. Também foi o último álbum da banda a ter a participação do guitarrista Peter Lindgren e do baterista Martin Lopez.

## Gravação e Recepção
| Críticas profissionais | Críticas profissionais |
| Avaliações da crítica  | Avaliações da crítica  |
| Fonte                  | Avaliação              |
| ---------------------- | ---------------------- |
| Allmusic               | link                   |
| Alternative Press      | link                   |
| Blabbermouth.net       | link                   |
| Chronicles of Chaos    | link                   |
| Kerrang!               | link                   |
| MusicEmissions         | link                   |
| Pitchfork Media        | link                   |
| PopMatters             | link                   |
| Sputnikmusic           | link                   |
| Terrorizer             | link                   |

O álbum foi gravado no Fascination Street Studios em Örebro, Suécia. Sua arte de capa foi feita por Travis Smith, que já havia trabalhado com a banda em lançamentos anteriores. Seu lançamento foi realizado na Europa em 29 de agosto de 2005 e na América do Norte no dia seguinte e alcançando o número 64 na Billboard 200. O álbum foi ranqueado número 54 na edição de outubro de 2006 da revista Guitar World na lista dos 100 Maiores Álbuns de Guitarra de Todos os Tempos, número 12 na lista dos 100 Melhores Álbuns Progressivos de Todos os Tempos da Metal Storm, número 42 nos 100 Melhores Álbuns de Metal da Década da Decibel, um dos 10 Álbuns Essenciais do Rock Progressivo da Década pela Classic Rock.
O único single do álbum é "The Grand Conjuration". Um videoclipe da canção tinha sido lançado, embora cerca da metade da canção foi editada devido à sua duração.

## Conceito
Ghost Reveries foi inicialmente destinado a ser um álbum conceitual, com inúmeras  faixas ligando juntas uma história do tumulto de um homem após matar a sua própria mãe. No entanto, Mikael Åkerfeldt afirma que ele queria a faixa "Isolation Years" no álbum apesar de sua irrelevância para a trama. Portanto, o álbum retrata apenas parcialmente um conceito, não totalmente dispostos em forma poética, como as versões anteriores, tais como Still Life e My Arms, Your Hearse.

## Special edition
Uma edição especial do álbum foi lançada pela Roadrunner Records em 31 de outubro de 2006. Ela é embalada em um grande digipak e contém um CD e um DVD, ao lado de uma nova arte de capa e um livreto prorrogado apresentando uma arte extra do álbum e uma carta de Mikael Åkerfeldt. O CD contém as faixas originais do álbum bem como uma cover bônus de "Soldier of Fortune" por Deep Purple, que foi gravada como uma fita ao vivo com o novo baterista da banda, Martin Axenrot. O DVD contém um som Dolby 5.1 Surround (apesar de não incluir a faixa bônus), um documentário de 40 minutos e um videoclipe de "The Grand Conjuration". Esse documentário detalha o making of de Ghost Reveries, oferecendo um olhar nos bastidores da vida do dia-a-dia da banda durante a gravação e turnê.

## Faixas
Todas as letras escritas por Mikael Åkerfeldt, todas as músicas compostas por Opeth.
| N.º | Título                     | Nota   | Duração |  |
| 1.  | "Ghost of Perdition"       | Nota 1 | 10:29   |  |
| 2.  | "The Baying of the Hounds" | Nota 2 | 10:41   |  |
| 3.  | "Beneath the Mire"         |        | 7:57    |  |
| 4.  | "Atonement"                |        | 6:28    |  |
| 5.  | "Reverie/Harlequin Forest" | Nota 3 | 11:39   |  |
| 6.  | "Hours of Wealth"          |        | 5:20    |  |
| 7.  | "The Grand Conjuration"    |        | 10:21   |  |
| 8.  | "Isolation Years"          |        | 3:51    |  |

| Special Edition |                      |                      |         |  |
| N.º             | Título               | Compositor(es)       | Duração |  |
| 9.              | "Soldier of Fortune" | Blackmore, Coverdale | 3:28    |  |

## Créditos

### Opeth
- Mikael Åkerfeldt – vocal, guitarra, violão, mellotron adicional, produtor
- Peter Lindgren – guitarra
- Per Wiberg – mellotron principal, órgão B-3, órgão Hammond, piano, piano elétrico
- Martin Mendez – baixo
- Martin Lopez – bateria, percussão
- Martin "Axe" Axenrot – bateria em "Soldier of Fortune" (somente para a special edition)

### Produção
- Jens Bogren – mixador, engenheiro, co-produtor
- Rickard Bengtsson – gravação
- Anders Alexandersson – gravação
- Niklas Kallgren – gravação
- Thomas Eberger – masterização